# Waterskiën op de Middellandse Zeespelen 2013
Waterskiën is een van de sporten die beoefend werden tijdens de Middellandse Zeespelen 2013 in Mersin, Turkije. Er waren twee onderdelen: slalom bij de mannen en bij de vrouwen.

## Uitslagen
| Event          | Goud          | Zilver            | Brons          |
| -------------- | ------------- | ----------------- | -------------- |
| Slalom mannen  | Carlo Allais  | Thibault Dailland | Matteo Luzzeri |
| Slalom vrouwen | Manon Costard | Clémentine Lucine | Beatrice Ianni |

## Medaillespiegel
| Plaats | Land      | Goud | Zilver | Brons | Totaal |
| 1      | Frankrijk | 1    | 2      | 0     | 3      |
| 2      | Italië    | 1    | 0      | 2     | 3      |
| Totaal | Totaal    | 2    | 2      | 2     | 6      |

2009 · 2013 · 2018
Atletiek · Basketbal · Bocce · Boksen · Boogschieten · Gewichtheffen · Gymnastiek · Handbal · Judo · Kanovaren · Karate · Paardensport · Roeien · Schermen · Schietsport · Taekwondo · Tafeltennis · Tennis · Voetbal · Volleybal · Waterpolo · Waterskiën · Wielersport · Worstelen · Zeilen · Zwemmen